# 숀 매과이어
숀 매과이어(Sean Maguire, 1976년 4월 18일 ~ )는 잉글랜드의 배우이다.

## 출연 작품
- 좋은 부모 대소동 (2018)
- 원스 어폰 어 타임 5 (2015)
- 송 포 에이미 (2012)
- 언더커버스 (2010)
- 미트 더 스파르탄 (2008)
- 듀큐스 (2007)
- 클래스 (2006)
- 더 써드 위시 (2005)
- 이브 (2003)
- 개구리 왕자 (2001)
- 아웃 오브 뎁스 (2000)
- 홀비시티 시즌1 (1999)
- 나의 청춘 워터랜드 (1992)
- 이스트엔더스 (1985)